# Blue Lightning
Blue Lightning est un jeu vidéo de combat aérien sorti en 1989 sur Lynx et sorti en 1995 sur Jaguar CD. Le jeu a été développé par Epyx sur Lynx, Attention to Detail sur Jaguar et édité par Atari.